# 10-та інженерна бригада (Румунія)
10-та інженерна Нижньодунайська бригада (рум. Brigada 10 Geniu «Dunărea de Jos») — складова Сухопутних військ Румунії. Підпорядковується Генштабу Румунії (з 1 липня 2010-го), основна задача — інженерна підтримка бойових підрозділів і допомога цивільному населенню у разі надзвичайних ситуації.

## Історія
Бригада була створена 1 червня 2002 року окремим наказом Міністра національної оборони.
Солдати 10-ї бригади брали участь у місіях у Боснії та Герцеговині, Іраку та Афганістані.
Особовий склад підрозділів сучасної бригади також був залучений до усіх значних інфраструктурних проєктів в Румунії: Трансфегераське шосе, Дунайсько-Чорноморський канал, роботи в портах Констанца і Мідія тощо.
Під час кампанії з вакцинації проти вірусу SARS-CoV-2 у Румунії бригада розгорнула центри вакцинації та колцентри в своїх гарнізонах, а першим акредитованим центром для військових став ППД 110-го батальйону.
2023 року бригада зводила цивільні укриття в Плауру на українському кордоні (повіт Тулча) — поблизу місця падіння російських безпілотників, які бомбардували українські дунайські порти.

## Склад
| Штаб · 5-й CБ · 72-й ІБ · 110-й БЗ · ПМБ 2-й CБ · 90-й ІБ 52-й ІБ 136-й ІБ |
| 2-й саперний батальйон Бухарест                                            |
| 5-й саперний батальйон Бреїла                                              |
| 52-й інженерний батальйон Сату-Маре                                        |
| 72-й інженерний батальйон Бреїла                                           |
| 90-й інженерний батальйон Бухарест                                         |
| 110-й батальйон забезпечення Бреїла                                        |
| 136-й інженерний батальйон Алба-Юлія                                       |
| понтонно-мостовий батальйон Бреїла                                         |